# Journal of Avian Biology
Journal of Avian Biology. Empirical and theoretical research in ornithology (рус. «Журнал биологии птиц. Эмпирические и теоретические исследования в орнитологии») — скандинавский научный орнитологический журнал.
Основан в 1970 году. Журнал «Avian Biology» публикует эмпирические и теоретические исследования во всех областях орнитологии с акцентом на поведенческую экологию, эволюцию и сохранение птиц.
Публикуется Wiley-Blackwell на паях с Nordic Society Oikos. Ответственные редакторы Thomas Alerstam и Jan-Åke Nilsson. Журнал начал публиковаться в 1970 году. Первоначально выходил ежеквартально под названием «Ornis Scandinavica». Нынешнее название получил в 1994 году. С 2004 года выходит 1 раз в 2 месяца.
По данным Journal Citation Reports в 2015 году журнал имел импакт-фактор 2.192, что означает первое место среди 24 журналов в категории «Орнитология».